# Timo Gansloweit
Timo Gansloweit (* 23. Juli 1996) ist ein deutscher Fußballschiedsrichter.

## Karriere
Hauptberuflich ist Timo Gansloweit als Polizist tätig. Er wohnt in Husen (Dortmund) und ist als Schiedsrichter für den Verein SC Husen-Kurl im Fußball- und Leichtathletik-Verband Westfalen aktiv.
Gansloweit begann seine Schiedsrichterlaufbahn mit 16 Jahren im Jugendbereich. Nach mehreren Jahren Zugehörigkeit zu den Schiedsrichterkadern der Oberliga Westfalen (seit 2017) und der Regionalliga West (seit 2019) leitete er im Jahr 2022 sein erstes Spiel in der 3. Liga. Ab der Saison 2023/2024 gehörte er offiziell zum Kader der 3. Liga. Nach zwei Jahren Drittligazugehörigkeit,  in denen er 21 Spiele leitete und 109 gelbe Karten vergab, gab der DFB bekannt, dass Gansloweit ab der Saison 2024/25 zum festen Schiedsrichterkader der 2. Bundesliga gehört. Sein Debüt in der 2. Bundesliga feierte er am 23. Februar 2025 bei der Partie SSV Ulm 1846 gegen SV Elversberg (0:0).